# Nefando
Nefando es una novela de la escritora ecuatoriana Mónica Ojeda publicada en 2016. Es la segunda obra de la escritora, después de La desfiguración Silva. Con esta novela, Ojeda tuvo un lugar en la lista Bogotá39 de 2017. En Ecuador, logró una mención honor del Premio de Novela Corta Miguel Donoso Pareja, y además fue incluida como una de las diez obras representativas del «nuevo boom de la literatura latinoamericana» por el diario español El País.
Los hermanos Terán, personajes pertenecientes al libro, ya habían aparecido antes en La desfiguración Silva (2015), primera novela de Ojeda.

## Trama
La novela trata de la construcción de un videojuego de pornografía infantil en la deep web. Sus personajes centrales son El Cuco Martínez, Iván Herrera, Kiki Ortega y los tres hermanos Cecilia, Irene y Emilio Terán; todos compartiendo un departamento en Barcelona. Aborda temas como el incesto, la autocastración, la pornografía y la confusión de la identidad sexual.

## Crítica
La escritora argentina Mariana Enríquez calificó a Nefando como "una novela arriesgada, y por momentos insoportable (en el buen sentido)".